# Thomas Tofthagen
Thomas Odd Tofthagen (Rykkinn, Akershus; 10 de diciembre de 1977) es un guitarrista noruego, más conocido por su trabajo en las bandas de rock Audrey Horne y Sahg.

## Biografía
La carrera más conocida de Tofthagen inició en 2002, como guitarrista en conciertos de Arve Isdal (posteriormente miembro de Enslaved) y del exvocalista de Iron Maiden Paul Di'Anno. Con Di'Anno, grabó el vídeo en concierto The Beast in the East en 2003.
En 2002, fundó Audrey Horne junto a Isdal y el bajista Tom Cato Visnes (King ov Hell), siendo una de las bandas noruegas más reconocidas del hard rock de esa época en el continente. El grupo quedó completo con la incorporación del cantante Torkjell Rød, el baterista Kjetil Greve y el tecladista Herbrand Larsen. Su álbum debut No Hay Banda fue galardonado en los premios noruegos Spellemannprisen como Mejor Álbum Mejal de 2005. Tofthagen ha participado en los seis álbumes publicados por Audrey Horne hasta la fecha.
Paralelo a ello, fue un miembro constante de la banda de hard rock Sahg entre 2004 y 2015, grabando un total de cuatro álbumes de estudio, hasta que decidió renunciar por motivos personales. Fue sustituido por Ole Walaunet.
Aparte de su trabajo en la música, Tofthagen ha ejercido como arquitecto a tiempo completo.

## Discografía

### Audrey Horne
- Confessions & Alcohol (EP) (2005)
- No Hay Banda (2005)
- Le Fol (2007)
- Audrey Horne (2010)
- Youngblood (2013)
- Pure Heavy (2014)

### Sahg
- Godless (EP) (2005)
- I (2006)
- II (2008)
- III (2010)
- Delusions of Grandeur (2013)